# Новотроицкое (Анучинский район)
В Приморье в Дальнереченском районе тоже есть село Новотроицкое.
Новотро́ицкое — село в Анучинском районе Приморского края, входит в состав Чернышевского сельского поселения.

## География
Село Новотроицкое стоит на правом берегу реки Новотроицкая (правый приток реки Тихая).
Дорога к селу Новотроицкое идёт через Корниловку от автотрассы Осиновка — Рудная Пристань.
Расстояние до районного центра Анучино (через Корниловку и Таёжку) около 49 км, до Арсеньева около 23 км.
Севернее села Новотроицкое на левом берегу реки Тихая расположены село Тихоречное и одноимённая станция ДВЖД, на запад идёт дорога на станцию Буянки и далее на Реттиховку Черниговского района.

## Население
| 1915 | 2001 | 2002 | 2010 |
| ---- | ---- | ---- | ---- |
| 678  | ↘304 | ↘287 | ↘198 |

## Улицы
- ул. Луговая,
- ул. Молодёжная,
- ул. Нагорная,
- ул. Новая,
- ул. Центральная.

## Экономика
Сельскохозяйственные предприятия Анучинского района.